# Eugène Vaulot
Eugène Vaulot (Parijs, 1 juni 1923 - Berlijn, 2 mei 1945) was een Fransman die tijdens de Tweede Wereldoorlog in de Waffen-SS diende met als rang Waffen-Unterscharführer der SS en onderscheiden werd met het Ridderkruis van het IJzeren Kruis.
Hij studeerde voor elektricien en nam vrijwillig dienst bij het Légion des Volontaires Français, LVF om deel te nemen aan de gevechten in de winter van 1941/1942 bij het Djukovo-Meer bij de Russische hoofdstad Moskou. Hij werd toen belast met de strijd tegen partizanen aan het centrale gedeelte van het oostfront. In 1943 verliet hij de eenheid met de rang van Obergefreiter.
In 1944 bood hij zich vrijwillig aan bij de Kriegsmarine en werd ploegleider van het 3de peloton, de 4de Compagnie, 28ste Schiffstammabteilung die in de herfst van 1944 vrijwel geheel werd opgenomen in de 33. Waffen-Grenadier-Division der SS Charlemagne. Tijdens de hevige gevechten bij Elsenau, Pommeren en Kolberg werd hij onderscheiden met het IJzeren Kruis Eerste Klasse voor zijn onverschrokken en dynamische gedrag.
Tijdens de Slag om Berlijn verwoestte Vaulot twee tanks in de sector Neukölln. Hij verklaarde aan zijn kameraden dat hij dat gedaan heeft "gewoon om in vorm te komen voor de volgende gevechten". In de volgende slagen verwoestte hij nog zes tanks die op weg waren naar de Rijkskanselarij en de Führerbunker. Dit leverde hem een nominatie op voor het Ridderkruis van het IJzeren Kruis door SS-Brigadeführer Wilhelm Mohnke en werd op 29 april 1945 persoonlijk door SS-Brigadeführer Gustav Krukenberg verleend. Eugene Vaulot sneuvelde op 2 mei 1945 door een sluipschutter van het Rode Leger, net twee dagen na te zijn gedecoreerd met het Ridderkruis van het IJzeren Kruis.

## Onderscheidingen
- Ridderkruis van het IJzeren Kruis op 29 april 1945 als Waffen-Unterscharführer der SS en Gruppenführer 33.SS-Freiwillige-Grenadier-Division "Charlemagne" (französische Nr. 1)[5][6][7]
- IJzeren Kruis 1939, 1e Klasse[7] (maart 1945[6]) en 2e Klasse[7] (maart 1943[6])
- Sonderabzeichen für das Niederkämpfen von Panzerkampfwagen durch Einzelkämpfer
- Gewondeninsigne 1939 in zwart[6][7]
- Medaille Winterschlacht im Osten 1941/42 in 1942[6][7]